# Разрешива Лијева алгебра
Разрешива Лијева алгебра je Лијева алгебра L за коју важи  за неко коначно n.
Специјално, разрешива алгебра је нилпотентна ако је  за неко коначно m. Подврста нилпотентних Лијевих алгебри су Абелове Лијеве алгебре.